# Испано-португальская война (1776—1777)
Испано-португальская война 1776—1777 годов (порт. Guerra hispano-portuguesa (1776–1777)) — военный конфликт XVIII века между Испанией и Португалией за колониальные владения в Южной Америке.

## Начало конфликта
В предыдущей испано-португальской войне Испания сумела отбить у ослабленной землетрясением Португалии и присоединить к своим колониям поселения Санта-Текла, Сан-Мигель, Санта-Тереза, Риу-Гранди и Колонию-дель-Сакраменто в ходе первой экспедиции Севальоса. И хотя в 1763 году согласно Парижскому мирному договору Колония-дель-Сакраменто был возвращен Португалии, Санта Текла, Сан-Мигель, Санта-Тереза и Рио-Гранде-де-Сан-Педро продолжали оставаться в испанских руках, к большому разочарованию португальского двора.

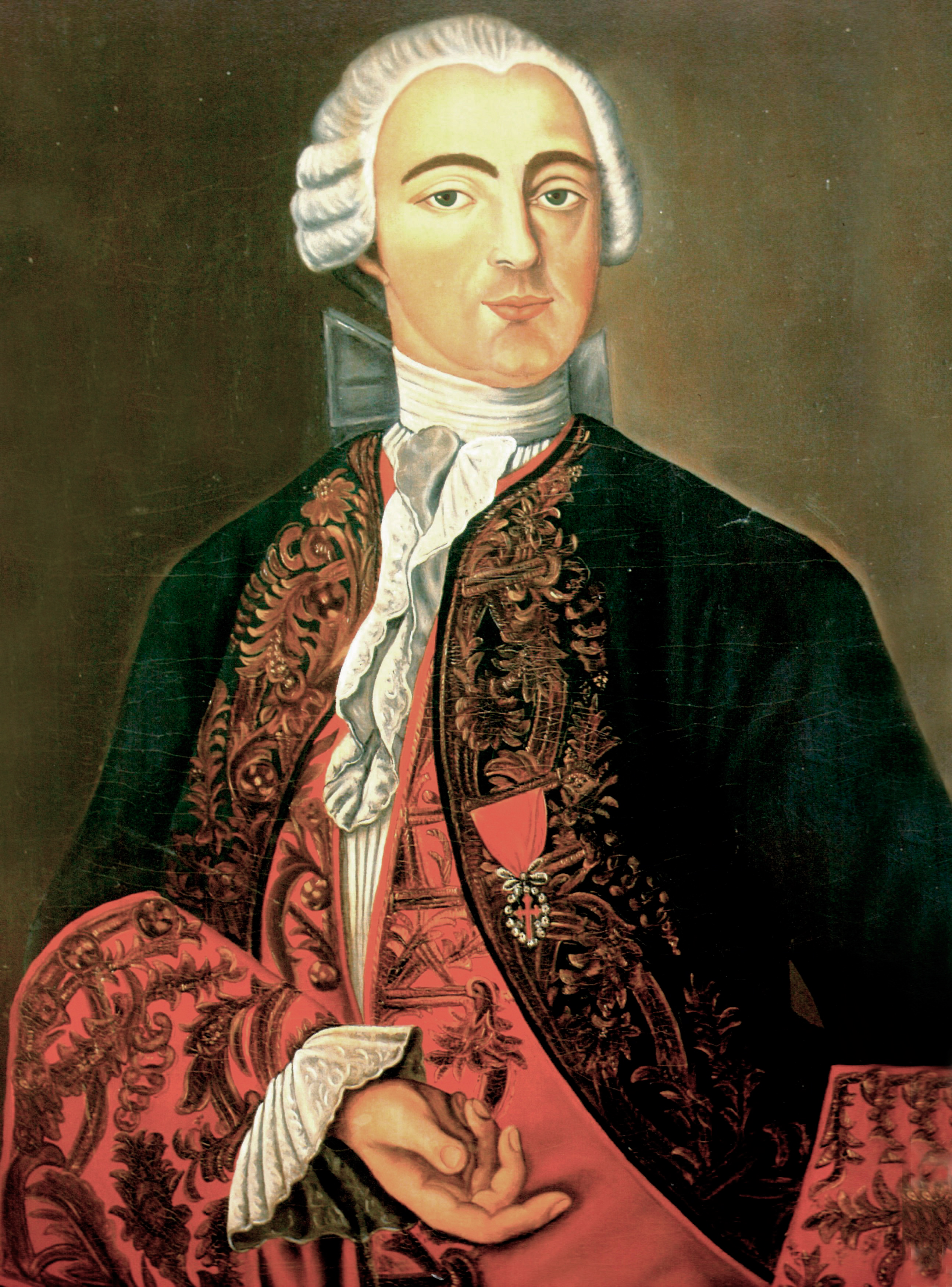
Педро Антонио де Себальос

Жаждущие реванша португальцы ещё в 1767 году начали формировать армию в Новом свете с целью восстановить былые границы своих владений. В течение нескольких лет Португалия создала армию в 6000 человек, которая более чем вчетверо превосходила по численности испанские войска в этом районе (под ружьём у испанцев находилось около 1450 солдат).
Конфликт обострился в феврале 1776 года, когда два португальских флота под командованием Роберта МакДуала (англ. Robert MacDouall) и Хорхе Хардкасла (англ. Jorge Hardcastle) высадили десант вблизи Рио-Гранде-де-Сан-Педро и начали обстрел крепости. Испанский флот под командованием Франсиско Хавьера Моралеса (англ. Francisco Javier Morales) пришёл на помощь обороняющимся. Завязался морской бой, и в результате трёхчасового сражения потери испанцев составили 16 человек убитыми и 24 человека ранеными, в то время как португальцы потеряли два корабля. Однако, ввиду явного численного превосходства португальцев, испанский командир Хуан Хосе де Вертис и Сальседо отдал своему гарнизону приказ отступить, в результате чего португальцы овладели всей областью Риу-Гранде.

## Испанский ответ
Реакция испанского короля Карла III в Испании была быстрой, поскольку он практически не опасался того, что Великобритания придёт на помощь старому союзнику, так как британцы были полностью заняты североамериканской Войной за независимость.
Король Карл III поручил губернатору Педро Антонио де Севальосу возглавить руководство ответным военным походом. Севальос уже доказал свои блестящие полководческие качества во время первой экспедиции (First Cevallos expedition) в ходе предыдущей испано-португальской войны, когда он овладел городом Колония-дель-Сакраменто и далеко продвинулся в глубь португальских владений.
Севальос лично занялся подготовкой экспедиции из Кадиса. Под его командованием было девять тысяч человек, флот из шести больших военных кораблей («Poderoso» — 70 орудий; «Сантьяго ла Америке» — 64; «Сан-Дамасо» — 70; «Septentrión» — 70; «Monarca» — 70 и «Сан-Хосе» — 70), 6 фрегатов и несколько меньших судов, а также около ста транспортных судов. Армада покинула Кадис 20 ноября и прибыла в Южную Америку 18 февраля 1777 года, захватив во время пути несколько португальских судов.
Близ берегов Нового Света испанская армада повстречала португальский флот Роберта МакДуала, который, видя подавляющее превосходство испанцев, предпочёл ретироваться.
Первым делом Севальос решил атаковать остров Санта-Катарина. 23 февраля, когда португальцы увидели как грозный испанский флот десантирует свои войска, гарнизон острова бежал на материк без единого выстрела. 20 марта, Севальос отплыл к своей второй цели, Рио-Гранде-де-Сан-Педро, однако армада была рассеяна сильным штормом и испанский флот был вынужден вернуться в Монтевидео.
Там Педро Антонио де Севальос разделил свои силы. Сам он возглавил отряд с которым 23 мая начал осаду населённого пункта Колония-де-Сакраменто. Уже 10 дней спустя, 3 июня, город капитулировал.
Остальной флот был послан, чтобы найти эскадру МакДуала, который все ещё представлял серьёзную угрозу испанцам. Однако, эти опасения испанцев оказались напрасными: единственной победой португальской эскадры стало то, что флотилия застала врасплох и захватила одно испанское судно «Сан Агустин», которое было переименовано в «Санту Агустинью». Новым капитаном этого судна стал англичанин на португальской службе, Артур Филип, который сыграл важную роль во время этого боя (позднее Артур Филипп станет адмиралом ВМФ Великобритании и войдёт в историю как основатель первого европейского поселения осуждённых в Австралии, ныне известное как город Сидней).
После захвата Сакраменто, Севальос направил свои войска на Рио-Гранде-де-Сан-Педро, где объединил свои силы с войсками Хуана Хосе де Вертиса и Сальседо, которые были сосредоточены в Санта-Терезе. Однако  в связи с началом мирных переговоров ему было приказано приостановить наступление.

## Результаты
24 февраля 1777 года скончался король Португалии Жозе I. На престол взошла его старшая дочь Мария I, которая 1 октября 1777 года во дворце Ла-Гранха подписала новый мирный договор. Согласно этому документу, Испания обязалась возвратить остров Санта-Катарина и Рио-Гранде-де-Сан-Педру Португалии, однако оставляет под своей юрисдикцией Колонию-дель-Сакраменто, Восточную полосу и Восточные миссии.
Одним из результатов Испано-португальской войны 1776—1777 гг. было то, что португальский двор оставался нейтральным, когда американская война за независимость с вступлением в неё французов перешла в глобальную фазу. Де-юре португальцы были связаны договором с Британской империей, однако, бытует мнение, что истинной причиной того, что британцы не получили помощи от преданного союзника стало то, что в этом конфликте Великобритания не оказала никакой помощи Португалии.